# Шведський Маузер
Шведський Маузер моделі 1896 року на фінській службі під час Другої світової війни 
"Шведські Маузери" - покращенна версія гвинтівки маузер виробленна в Швеції (сімейство гвинтівок).

## Історія Розробки

### Створення та розробка
Перші гвинтівки були розроблені в 1892-1894 роках та випущені в 1895 році.
Гвинтівку було розроблено Паулем Маузером і перейнято Шведськими розробниками які модифікували "гвинтівку маузера".
Першою версією стала Gevär m-1892.

### Кінець служби
Карабін m-1894 і гвинтівки m-1896 і m-1938 поступово зняли зі шведського озброєння, починаючи з 1950-х років, хоча снайперські варіанти продовжували використовуватися до початку 1980-х років.

## Шведський Маузер моделі 1896 року на фінській службі
У 1940 році Фінляндія купила у Швеції 77 000 Маузерів М1896 калібру 6,5×55 мм. В основному їх використовували підрозділи другої лінії.  Гвинтівки зразка 1896 року, які використовували Фінляндія під час Другої світової війни, можна впізнати за штампом із літерами SA (Suomen Armeija = Фінська армія), оточеними квадратом із закругленими кутами. Більшість гвинтівок було повернуто до Швеції після Другої світової війни, але деякі залишилися у Фінляндії.

## Моделі
- гвинтівка та карабін m-1892
- карабін m-1894
- довгоствольна гвинтівка m-1896
- короткоствольна гвинтівка m-1938
- снайперська гвинтівка m-1941
- снайперська гвинтівка m-1941B